# Heteropsis croatii
Heteropsis croatii är en kallaväxtart som beskrevs av M.L.Soares. Heteropsis croatii ingår i släktet Heteropsis och familjen kallaväxter. Inga underarter finns listade.